# Fabriciana subtransbaicalensis
Fabriciana subtransbaicalensis är en fjärilsart som beskrevs av Belter 1935. Fabriciana subtransbaicalensis ingår i släktet Fabriciana och familjen praktfjärilar. Inga underarter finns listade i Catalogue of Life.